# Caulokaempferia limiana
Caulokaempferia limiana är en enhjärtbladig växtart som beskrevs av Mokkamul och Chayan Picheansoonthon. Caulokaempferia limiana ingår i släktet Caulokaempferia och familjen Zingiberaceae.
Artens utbredningsområde är Thailand. Inga underarter finns listade i Catalogue of Life.